# Carposina cryodana
Carposina cryodana là một loài bướm đêm thuộc họ Carposinidae. Nó là loài đặc hữu của New Zealand.
Sải cánh dài 16–17 mm. 
Tiêu bản loài này được bắt trên loài Leptospermum.